# Wandels hav

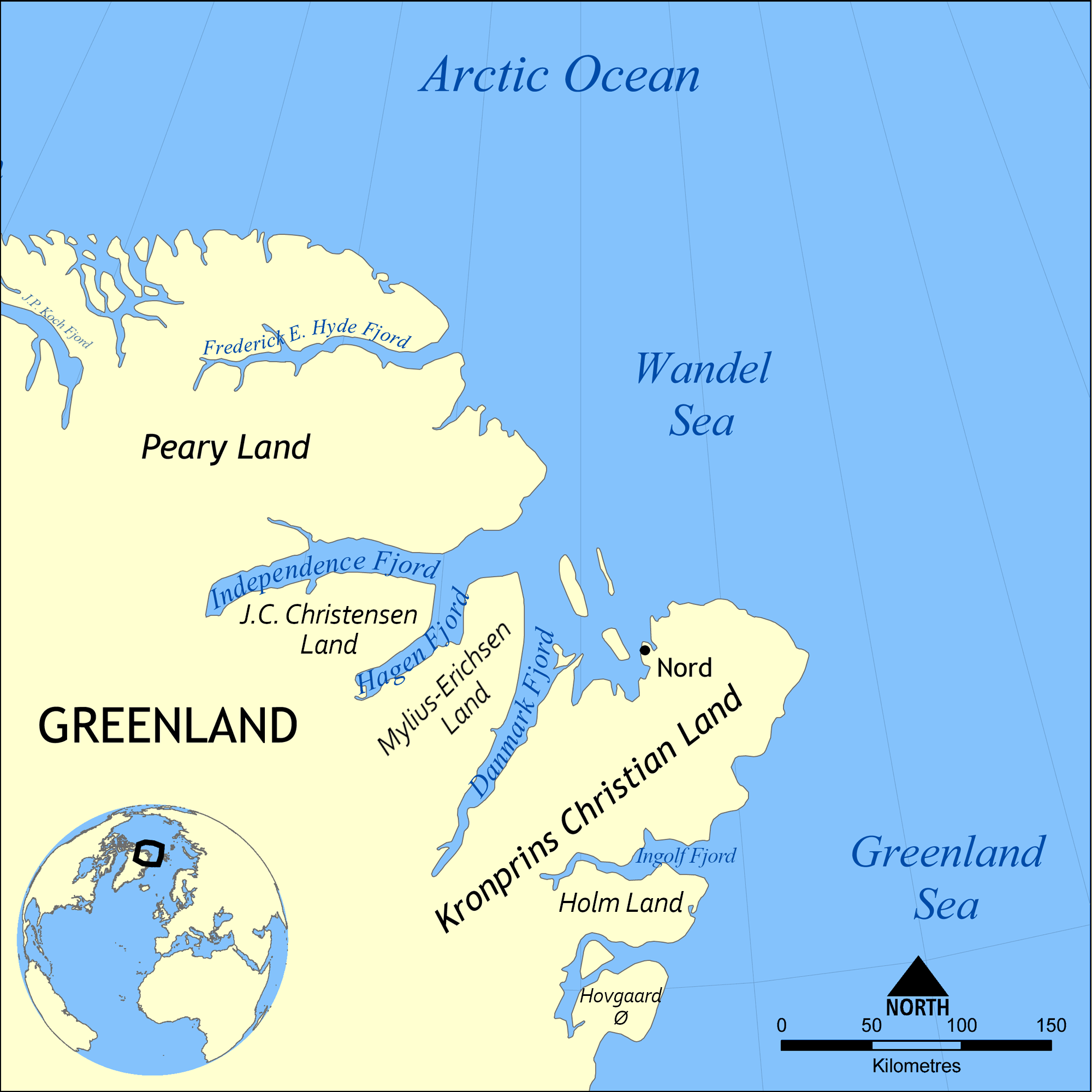
Placering av Wandels hav.

Wandels hav (också känt som McKinleysjön) är ett bihav till Norra ishavet utanför Grönlands nordöstra kust. Havet sträcker sig nordost om Grönland till Svalbard. Hav längre norrut och nordväst om Wandels hav är frusna året om. Wandels hav sträcker sig så långt västerut som Kap Morris Jesup. Längre västerut ansluter det med Lincolnhavet. I söder sträcker sig havet till Nordostrundingen. Wandels hav ansluter till Grönlandshavet i söder genom Framsundet.
Wandels hav är uppkallat efter den danska officeren Carl Frederik Wandel som deltog i flera expeditioner runt Grönland.